# 桑伯恩 (加利福尼亞州)
桑伯恩（英語：Sanborn）是位於美國加利福尼亞州克恩縣的一個非建制地區。該地的面積和人口皆未知。

## 地理
桑伯恩的座標為35°00′02″N 118°06′23″W / 35.00056°N 118.10639°W，而該地的平均海拔高度為784米（即2572英尺）。